# Lista de episódios de NCIS: Hawaiʻi
A série NCIS: Hawaiʻi segue uma equipe fictícia de agentes do Serviço de Investigação Criminal da Marinha que trabalham no Escritório de Campo de Pearl Harbor, liderado pela Agente Especial Jane Tennant. A equipe investiga crimes que têm relação com a Segurança Militar e Nacional.
O programa estreou em 20 de setembro de 2021, nos Estados Unidos.
Criado por: Christopher Silber, Jan Nash e Matt Bosack. E com os produtores executivos: Christopher Silber, Jan Nash, Matt Bosack e Larry Teng.
Conta com Vanessa Lachey, Yasmine, Al-Bustami, Jason Antoon, Noah Mills, Tori Anderson, Kian Talan e Alex Tarrant no elenco principal.

## Resumo
| Temporada | Temporada | Episódios | Episódios | Originalmente exibido   | Originalmente exibido |
| Temporada | Temporada | Episódios | Episódios | Estreia da temporada    | Final da temporada    |
| --------- | --------- | --------- | --------- | ----------------------- | --------------------- |
|           | 1         | 22        | 22        | 20 de setembro de 2021  | 23 de maio de 2022    |
|           | 2         | 22        | 22        | 19 de setembro de 2022  | 22 de maio de 2023    |
|           | 3         | 10        | 10        | 12 de fevereiro de 2024 | 6 de maio de 2024     |

## Episódios

### 1ª temporada: 2021–2022
A primeira temporada de NCIS: Hawaiʻi, uma série de televisão dramática processual da polícia americana, originalmente exibida na CBS entre  20 de setembro de 2021 à 23 de maio de 2022 nos EUA.
A série segue uma equipe fictícia de agentes do Serviço de Investigação Criminal da Marinha que trabalham no Escritório de Campo de Pearl Harbor, liderado pela Agente Especial Jane Tennant. A equipe investiga crimes que têm relação com a Segurança Militar e Nacional.
A série é estrelada por Vanessa Lachey, Yasmine, Al-Bustami, Jason Antoon, Noah Mills, Tori Anderson, Kian Talan e Alex Tarrant.

## Elenco

### Principal
- Vanessa Lachey como Jane Tennant: A primeira agente especial feminina encarregada do NCIS: Havaí.

- Alex Tarrant como Kai Holman: Um novo agente do NCIS na equipe que recentemente voltou para casa para cuidar de seu pai.

- Noah Mills como Jesse Boone: confidente e segundo em comando de Tennant, Boone é um ex-detetive de homicídios em Washington, DC, que conhece bem as trilhas das ilhas.

- Yasmine Al-Bustami como Lucy Tara: A agente de campo júnior do NCIS: Hawai'i, e o interesse amoroso de Whistler se tornou namorada.

- Jason Antoon como Ernie Malik: NCIS: especialista em inteligência cibernética do Havaí.

- Tori Anderson como Kate Whistler: uma agente especial da Agência de Inteligência de Defesa , e o interesse amoroso de Tara se tornou namorada.

- Kian Talan como Alex Tennant: o filho mais velho de Jane.

### Recorrente
- Enver Gjokaj como Joe Milius: um alto capitão da Marinha e subchefe do Estado-Maior ao Comandante da Frota do Pacífico.

- Mahina Napoleon como Julie Tennant: a filha mais nova de Jane.

- Julie White como Maggie Shaw: mentora e amiga de Jane.

### Convidados Notáveis
- Beulah Koale como David Sola: Um especialista em inteligência da Nova Zelândia.[2]

- Wilmer Valderrama como Nick Torres: Agente Especial NCIS e personagem crossover de NCIS.[3]

- Katrina Law como Jessica Knight: NCIS Special Agent e personagem crossover de NCIS.[3]

- Diona Reasonover como Kasie Hines: Especialista Forense para NCIS e personagem crossover de NCIS.[4]

- Gary Cole como Alden Parker: Agente Especial de Supervisão NCIS e personagem crossover de NCIS.[4]

## Episódios
| Seq. | Episódios | Título               | Direção          | Escrito por                                | Data de exibição        | Audiência EUA (em milhões) |
| --- | --------- | -------------------- | ---------------- | ------------------------------------------ | ----------------------- | -------------------------- |
| 1 | 1         | "Piloto"             | Larry Teng       | Matt Bosack, Christopher Silber e Jan Nash | 20 de setembro de 2021  | 6,59                       |
| Vanessa Lachey estrela como a agente especial encarregada do NCIS Pearl Harbor Jane Tennant, que, com sua equipe inabalável de especialistas, equilibra dever, família e país, enquanto investiga crimes de alto risco envolvendo militares, segurança nacional e os mistérios da própria ilha paradisíaca ensolarada. No episódio de estréia, uma aeronave experimental da Marinha cai em Oahu, e Tennant e sua equipe devem encontrar quem está por trás disso antes que segredos de estado secretos sejam expostos. |           |                      |                  |                                            |                         |                            |
| 2 | 2         | "Boom"               | Larry Teng       | Jan Nash e Christopher Silber              | 27 de setembro de 2021  | 5,54                       |
| Tennant e NCIS devem derrubar uma equipe notória de ladrões internacionais usando explosivos da Segunda Guerra Mundial em caminhões blindados antes de concluírem seu grande trabalho final e desaparecerem. Além disso, Kai procura um novo lugar para morar; Lucy e Whistler têm um impasse sobre o encontro anterior; e a missão de Ernie no campo é mais alarmante do que ele esperava. |           |                      |                  |                                            |                         |                            |
| 3 | 3         | "Recrutador"         | Ruben Garcia     | Matt Bosack e Yalun Tu                     | 4 de outubro de 2021    | 5,54                       |
| Kai se disfarça com uma das gangues de surfe mais antigas do Havaí quando um suboficial que está tentando ajudar crianças rebeldes a encontrar um novo caminho nos fuzileiros navais é assassinado. |           |                      |                  |                                            |                         |                            |
| 4 | 4         | "Paniolo"            | Larry Teng       | Noah Evslin                                | 11 de outubro de 2021   | 5,29                       |
| Quando um amado Paniolo (cowboy havaiano) é baleado enquanto montava seu cavalo, Jane e sua equipe devem ganhar a confiança da comunidade Paniolo para ajudar a encontrar os culpados e proteger a vida do Paniolo. Além disso, Kai tenta convencer seu pai teimoso a consultar um médico. |           |                      |                  |                                            |                         |                            |
| 5 | 5         | "Gaijin"             | Tim Andrew       | Ron McGee                                  | 18 de outubro de 2021   | 5,35                       |
| Quando um marinheiro japonês é morto em solo americano e as evidências ligam o caso ao assassinato anterior da namorada da vítima no Japão, o NCIS deve encontrar o assassino antes que a pessoa errada seja acusada e o caso desencadeie uma crise diplomática. Além disso, o Capitão Milius faz um pedido pessoal a Tennant. |           |                      |                  |                                            |                         |                            |
| 6 | 6         | "O Turista"          | Yangzom Braun    | Amy Rutberg                                | 1 de novembro de 2021   | 5,07                       |
| Quando Tennant e o NCIS são incumbidos de encontrar uma estrela de mídia social sequestrada, eles descobrem que ela não é quem seu marido, ou seus seguidores, pensam que ela é. Além disso, a equipe está em desacordo com Whistler, que tem uma agenda própria. |           |                      |                  |                                            |                         |                            |
| 7 | 7         | "Equipes de resgate" | James Bamford    | Yakira Chambers                            | 8 de novembro de 2021   | 5,11                       |
| Quando um suboficial da Marinha é assassinado, Jane e a equipe investigam enquanto protegem o amigo e colega da vítima. |           |                      |                  |                                            |                         |                            |
| 8 | 8         | "Legado"             | Lisa Demaine     | Yalun Tu                                   | 29 de novembro de 2021  | 5,02                       |
| Quando um manifestante anticapitalista é assassinado, Jane e sua equipe investigam e se vêem presos em uma guerra entre eco-ativistas e um bilionário da tecnologia lutando por um pedaço de terra. Além disso, Jane e o Capitão Joe vão a um encontro. |           |                      |                  |                                            |                         |                            |
| 9 | 9         | "Impostor"           | Loren Yaconelli  | Matt Bosack                                | 6 de dezembro de 2021   | 5,16                       |
| A equipe NCIS investiga um caso arquivado envolvendo ossos da segunda guerra mundial no 80º aniversário dos bombardeios de Pearl Harbor e fica chocada ao saber que eles pertencem a um sobrevivente de 100 anos do ataque. |           |                      |                  |                                            |                         |                            |
| 10 | 10        | "Perdido"            | Tim Andrew       | Jan Nash                                   | 3 de janeiro de 2022    | 4,91                       |
| NCIS cruza com a equipe de Whistler enquanto investiga um contêiner cheio de armas contrabandeadas. Além disso, Tennant discute a prisão do pai do amigo de Alex, sabendo que isso fará com que seu amigo se mude. |           |                      |                  |                                            |                         |                            |
| 11 | 11        | "O Jogo"             | James Hayman     | Noah Evslin e Amy Rutberg                  | 17 de janeiro de 2022   | 9,79                       |
| Quando as evidências para prender um chefão do tráfico são roubadas, Lucy vai disfarçada em um torneio de pôquer underground para descobrir quem está por trás do crime. Além disso, os sentimentos de Lucy estão turbulentos quando a ex-namorada de Whistler chega à cidade. |           |                      |                  |                                            |                         |                            |
| 12 | 12        | "Espiões, Parte 1"   | LeVar Burton     | Yakira Chambers e Ron McGee                | 23 de janeiro de 2022   | 5,41                       |
| Quando NCIS investiga a misteriosa morte de um engenheiro da Marinha, Joseph Chan, eles descobrem que a última pessoa que ele conheceu foi sua colega, Maggie Shaw (Julie White), mentora e amiga de Jane, que foi sequestrada. Além disso, David Sola (Beulah Koale), um oficial de casos do serviço de inteligência da Nova Zelândia chega ao Havaí, seguindo uma pista que conecta a morte de Joseph a um agente secreto chinês.                                                                                    |           |                      |                  |                                            |                         |                            |
| 13 | 13        | "Espiões, Parte 2"   | Tessa Blake      | Christopher Silber                         | 24 de janeiro de 2022   | 5,41                       |
| Enquanto Jane investiga o sequestro de Maggie, ela fica chocada quando descobre a verdade e convoca sua equipe e Whistler para provar suas descobertas. |           |                      |                  |                                            |                         |                            |
| 14 | 14        | "Quebrado"           | Norman Buckley   | Matt Bosack & Jan Nash                     | 28 de fevereiro de 2022 | 4,54                       |
| Enquanto Jane é interrogada após a prisão de Maggie Shaw, o resto da equipe investiga um caso misterioso de fuzileiros navais com canais auditivos danificados por uma arma que emite ondas ultrassônicas. Além disso, Ernie visita seu amigo, Dr. Tony Lee (Alec Mapa), para identificar possíveis suspeitos que tiveram acesso à sua arma classificada. |           |                      |                  |                                            |                         |                            |
| 15 | 15        | "Piratas"            | Tim Andre        | Yalun Tu                                   | 7 de março de 2022      | 5,38                       |
| Enquanto Jesse aproveita um dia navegando com sua filha, Gracie (Chloe Csengery), piratas de repente tomam seu iate, fazem todos os passageiros reféns e atacam Jesse, deixando para sua equipe localizar e resgatar rapidamente sua filha. |           |                      |                  |                                            |                         |                            |
| 16 | 16        | "Monstro"            | Leslie Hope      | Ron McGee                                  | 14 de março de 2022     | 5,10                       |
| Kai se disfarça de chef em um restaurante local para reunir informações sobre um notório chefão do crime que tem uma conexão com o restaurante. Além disso, Jane descobre que uma escola no continente recrutou Alex em uma bolsa de beisebol, que ele manteve em segredo de sua família. |           |                      |                  |                                            |                         |                            |
| 17 | 17        | "Violação"           | Christine Moore  | Yakira Chambers                            | 21 de março de 2022     | 5,07                       |
| Quando uma tentativa de ransomware causa o mau funcionamento de uma barragem, Ernie e uma equipe de hackers são encarregados de encontrar o culpado rapidamente, antes que toda a energia e a água sejam cortadas na ilha. Além disso, Lucy e Whistler trabalham juntos, dando a Whistler a chance de se desculpar com Lucy e consertar seu relacionamento. |           |                      |                  |                                            |                         |                            |
| 18 | 18        | "Não"                | Lionel Coleman   | Christopher Silber & Megan Bacharach       | 28 de março de 2022     | 6,13                       |
| Os agentes do NCIS Nick Torres (Wilmer Valderrama) e Jessica Knight (Katrina Law) viajam para o Havaí quando descobrem que uma testemunha-chave em um de seus antigos casos apareceu lá com provas cruciais. |           |                      |                  |                                            |                         |                            |
| 19 | 19        | "Nutrir"             | Lin Oeding       | Jan Nash                                   | 18 de abril de 2022     | 5,09                       |
| A equipe NCIS investiga um naufrágio carregando animais exóticos que agora ameaçam a vida selvagem nativa de Oahu. Além disso, Alex sofre uma lesão que encerra a carreira e Kai pede a Melanie, uma agente de peixes e vida selvagem. |           |                      |                  |                                            |                         |                            |
| 20 | 20        | "Vigilância Noturna" | Tawnia McKiernan | Amy Rutberg                                | 2 de maio de 2022       | 5,21                       |
| 21 | 21        | "Retorno"            | Jimmy Whitmore   | Noah Evslin                                | 16 de maio de 2022      | 4,97                       |
| Capitão Milius (Enver Gjokaj) retorna ao Havaí para uma operação secreta de troca de prisioneiros, e traz Jane para ser sua escolta de segurança pessoal nas Filipinas, onde a troca acontecerá. |           |                      |                  |                                            |                         |                            |
| 22 | 22        | "Ohana"              | Tim André        | Matt Bosack & Christopher Silber           | 23 de maio de 2022      | 5.47                       |
| A Capitã Milius continua a trabalhar com Tennant e sua equipe após a troca de prisioneiros entre os EUA e a Europa Oriental; Whistler segue o conselho de Ernie e faz um grande gesto na esperança de reconquistar Lucy. Observação:Final da temporada. |           |                      |                  |                                            |                         |                            |

### 2ª temporada: 2022–2023
A segunda temporada de NCIS: Hawaiʻi, uma série de televisão dramática processual da polícia americana, está programada para ser exibida na CBS a partir de 19 de setembro de 2022 nos EUA.
A série segue uma equipe fictícia de agentes do Serviço de Investigação Criminal da Marinha que trabalham no Escritório de Campo de Pearl Harbor, liderado pela Agente Especial Jane Tennant. A equipe investiga crimes que têm relação com a Segurança Militar e Nacional.
A série é estrelada por Vanessa Lachey, Yasmine, Al-Bustami, Jason Antoon, Noah Mills, Tori Anderson, Kian Talan e Alex Tarrant.

## Elenco

### Principal
- Vanessa Lachey como Jane Tennant: A primeira agente especial feminina encarregada do NCIS: Havaí.

- Alex Tarrant como Kai Holman: Um novo agente do NCIS na equipe que recentemente voltou para casa para cuidar de seu pai.

- Noah Mills como Jesse Boone: confidente e segundo em comando de Tennant, Boone é um ex-detetive de homicídios em Washington, DC, que conhece bem as trilhas das ilhas.

- Yasmine Al-Bustami como Lucy Tara: A agente de campo júnior do NCIS: Hawai'i, e interesse amoroso de Whistler de quem se tornou namorada.

- Jason Antoon como Ernie Malik: especialista em inteligência cibernética do NCIS no Havaí.

- Tori Anderson como Kate Whistler: uma agente especial da Agência de Inteligência de Defesa, e o interesse amoroso de Tara de quem se tornou namorada.

### Recorrente
- Kian Talan como Alex Tennant: o filho mais velho de Jane.

- Enver Gjokaj como Capitão Joe Millius, Vice Chefe da Equipe de Assistência do Comando da Frota do Pacífico, e interesse amoroso de Jane.

- Seana Kofoed como Comandante Dra. Carla Chase, médica da Marinha lotada na base Pearl Harbor-Hickam.

- Julie White como Megan Shaw, ex-Agente da CIA e antiga mentora de Jane.

- Mahina Napoleon como Julie Tennant, filha mais nova de Jane.

### Crossover
- Wilmer Valderrama como Agente do NCIS Nick Torres.

- Katrina Law como Agente do NCIS Jessica Knight.

- Brian Dietzen como Médico Legista Chefe do NCIS James "Jimmy" Palmer.

- Diona Reasonover como Perita Forense do NCIS Kasie Hines.

- Gary Cole como Agente Supervisor do NCIS Alden Parker.

- Chris O'Donnell como Agente do NCIS Grisha "G." Callen.

- LL Cool J como Agente do NCIS Sam Hanna.

## Episódios
| Seq. | Episódios | Título                   | Direção           | Escrito por                   | Data de exibição        | Audiência EUA (em milhões) |
| --- | --------- | ------------------------ | ----------------- | ----------------------------- | ----------------------- | -------------------------- |
| 23 | 1         | "Dilema do Prisioneiro"  | Tim Andre         | Jan Nash & Christopher Silber | 19 de setembro de 2022  | 5.31                       |
| A equipe do agente especial Tennant, juntamente com os agentes do NCIS Nick Torres e Jessica Knight, descobrem os planos para um ataque ao RIMPAC (The Rim of the Pacific Exercises) em Oahu, o maior exercício internacional de guerra marítima do mundo. |           |                          |                   |                               |                         |                            |
| 24 | 2         | "Curvas cegas"           | Yangzom Brauen    | Matt Bosack                   | 26 de setembro de 2022  | 4.58                       |
| A investigação da equipe NCIS os leva ao mundo das corridas de rua ilegais depois que o corpo de um sargento da Marinha é descoberto em um ferro-velho. Além disso, Tennant está preocupada que Alex esteja escondendo algo dela, e Whistler está ansiosa para apresentar Lucy a seus colegas de trabalho. |           |                          |                   |                               |                         |                            |
| 25 | 3         | "Valor roubado"          | Tim Andrew        | Amy Rutberg                   | 3 de outubro de 2022    | 4.91                       |
| Tennant e a equipe NCIS suspeitam de um crime quando investigam um acidente de carro fatal envolvendo um oficial da Marinha que acaba por ser um impostor. Além disso, Whistler se encontra em perigo quando se disfarça para descobrir a verdade por trás do acidente. |           |                          |                   |                               |                         |                            |
| 26 | 4         | "Medo primitivo"         | LeVar Burton      | Ron McGee                     | 10 de outubro de 2022   | 4.57                       |
| Quando um marinheiro da Marinha aparece morto em um local kapu sagrado e proibido, a equipe NCIS traz o Agente Especial Pike do CGIS para desvendar o mistério e capturar um possível assassino em série na ilha. Além disso, Tennant conhece a nova namorada de Alex. |           |                          |                   |                               |                         |                            |
| 27 | 5         | "Morte Súbita"           | Tawnia McKiernan  | Yalun Tu                      | 17 de outubro de 2022   | 4.96                       |
| A equipe NCIS investiga a morte de um marinheiro e enfrenta uma implacável organização criminosa local. Enquanto disso, Lucy procura um novo apartamento. |           |                          |                   |                               |                         |                            |
| 28 | 6         | "Mudança de marés"       | Lionel Coleman    | Noah Evslin                   | 24 de outubro de 2022   | 5.01                       |
| Quando um cabo da Marinha morre em uma poça após ser exposto ao fentanil, a equipe NCIS deve encontrar rapidamente a fonte das drogas. Além disso, Alex fala com seus pais sobre tirar um ano sabático e Ernie revela notícias pessoais para Lucy. |           |                          |                   |                               |                         |                            |
| 29 | 7         | "Ato de desaparecimento" | Diana Valentine   | Mike Diaz & Jan Nash          | 14 de novembro de 2022  | 4.78                       |
| Quando a mãe de um menino desaparece, a equipe NCIS sai para encontrá-la e descobre que não são os únicos procurando por ela. |           |                          |                   |                               |                         |                            |
| 30 | 8         | "Chamada ao palco"       | Christine Moore   | Yakira Chambers               | 21 de novembro de 2022  | 4.82                       |
| Quando um oficial da marinha é assassinado enquanto trabalhava como clandestino no teatro da comunidade, a equipe NCIS recruta um rosto familiar para ajudar a levá-los a um implacável assassino internacional. Além disso, Kai convoca Whistler para abrir uma investigação sobre um velho amigo que se tornou criminoso. |           |                          |                   |                               |                         |                            |
| 31 | 9         | "Medidas Desesperadas"   | Kevin Berlandi    | Ron McGee                     | 5 de dezembro de 2022   | 4.52                       |
| Quando a Comandante Chase é sequestrada de sua casa por um Ranger do Exército acusado de assassinato, a equipe NCIS deve agir rapidamente para encontrá-la e ao suspeito. |           |                          |                   |                               |                         |                            |
| 32 | 10        | "Deep Fake"              | Jimmy Whitmore    | Christopher Silber            | 9 de janeiro de 2023    | 7.36                       |
| Tennant, o legista de DC Jimmy Palmer e o Agente de Los Angeles Sam Hanna são sequestrados e mantidos prisioneiros por uma mulher que se identifica como uma Agente da CIA investigando Simon Williams; enquanto isso, Alden Parker trabalha com a equipe de Pearl Harbor para encontrar seus colegas desaparecidos, com a colaboração de outra suposta Agente da CIA, que se descobre ser uma impostora. A equipe acaba descobrindo que Simon Willians era o nome de um programa de busca e execução de criminosos e terroristas pela CIA desativado há anos, e que todos os antigos afiliados do programa estavam em grave perigo. Após descobrir que um dos ameaçados é seu chefe, o Almirante aposentado Hollace Kilbride, os Agentes G. Callen e Sam Hanna preparam-se para retornar a Los Angeles com Tennant acompanhando-os. Observação: o episódio dá sequência ao evento crossover iniciado no décimo episódio da vigésima temporada de NCIS e que se conclui no décimo episódio da décima quarta temporada de NCIS: Los Angeles. |           |                          |                   |                               |                         |                            |
| 33 | 11        | "Rising Sun"             | Christoph Schrewe | Megan Bacharach & Matt Bosack | 16 de janeiro de 2023   | 4.33                       |
| A equipe do NCIS: Havaí investiga quando o agente especial do CGIS Neil Pike é emboscado enquanto trabalhava disfarçado para uma família criminosa local japonesa e corre para encontrar seu agressor enquanto Kai se aprofunda em AJ Hale, seu amigo de infância que agora se tornou um criminoso. |           |                          |                   |                               |                         |                            |
| 34 | 12        | "Shields Up"             | Norman Buckley    | Jan Nash & Amy Rutberg        | 23 de janeiro de 2023   | 5.27                       |
| A equipe NCIS: Hawaii investiga quando um capitão da Marinha que também era membro de uma unidade de elite das forças especiais é assassinado com a equipe logo descobrindo um possível suspeito em um lugar incomum. |           |                          |                   |                               |                         |                            |
| 35 | 13        | "Misplaced Targets"      | Larry Teng        | Yalun Tu                      | 6 de fevereiro de 2023  | 5.13                       |
| Depois de escapar de uma explosão em um laboratório de metanfetamina, a equipe NCIS: Hawai'i descobre que Kai agora é o alvo de seu antigo amigo de infância, AJ Hale, que se tornou um criminoso. Lucy se vê investigando seu primeiro caso importante como Agente embarcada. |           |                          |                   |                               |                         |                            |
| 36 | 14        | "Silent Invasion"        | Eric Fox Hays     | Mike Diaz                     | 13 de fevereiro de 2023 | 5.01                       |
| A equipe investiga os assassinatos de um Capitão e sua esposa, com mortes semelhantes a um caso que investigaram no passado, e um ex-membro da equipe é trazido para determinar se os assassinatos são imitadores. |           |                          |                   |                               |                         |                            |
| 37 | 15        | "Good Samaritan"         | Larry Teng        | Noah Evslin                   | 27 de fevereiro de 2023 | 5.12                       |
| Quando um desertor da Marinha sai do esconderijo, sua família acaba se tornando alvo, resultando na equipe NCIS: Hawaii intervindo para protegê-los. Enquanto eles, junto com Charlie 1, investigam quem está atrás deles, Lucy retorna ao Havaí mais cedo de sua posição de Agente embarcada. |           |                          |                   |                               |                         |                            |
| 38 | 16        | "Family Ties"            | Christine Moore   | Ron McGee                     | 13 de março de 2023     | 5.15                       |
| Residentes da Marinha que moram em uma área vizinha descobrem que seus veículos foram assaltados durante a noite. Enquanto a equipe investiga uma pessoa improvável como suspeita, Whistler lida com um informante pouco cooperativo e Alex avalia suas opções para a faculdade. |           |                          |                   |                               |                         |                            |
| 39 | 17        | "Money Honey"            | Loren Yaconelli   | Megan Bacharach               | 20 de março de 2023     | 4.98                       |
| O Capitão da Marinha Joe Milius retorna ao Havaí para pedir ajuda ao NCIS na prisão de um alvo perigoso de alto valor com a ajuda de um informante incomum, enquanto Jane e Daniel lutam para lidar com o fato de que seu filho, Alex, foi aceito na Academia Naval. |           |                          |                   |                               |                         |                            |
| 40 | 18        | "Bread Crumbs"           | LeVar Burton      | Jan Nash                      | 10 de abril de 2023     | 5.02                       |
| Quando um helicóptero levando Jane e um suspeito que ela está interrogando cai, matando os dois pilotos, Jane luta para sobreviver em um ambiente hostil enquanto usa suas habilidades para salvar sua vida e a dos demais passageiros, enquanto a equipe procura desesperadamente por ela. |           |                          |                   |                               |                         |                            |
| 41 | 19        | "Cabin Fever"            | Kurt Jones        | Yakira Chambers               | 1 de maio de 2023       | 4.84                       |
| Quando um astronauta participante de uma simulação altamente sensível de Marte morre em circunstâncias misteriosas, Ernie é enviado ao programa para investigar e descobrir a verdade por trás do que aconteceu. |           |                          |                   |                               |                         |                            |
| 42 | 20        | "Nightwatch Two"         | Tim Andrew        | Amy Ruthberg                  | 8 de maio de 2023       | 4.84                       |
| Lucy recebe uma estranha ligação na qual um homem admite ter cometido um assassinato. |           |                          |                   |                               |                         |                            |
| 43 | 21        | "Past Due"               | Jimmy Withmore    | Christopher Silber & Yalun Tu | 15 de maio de 2023      | 4.95                       |
| Quando um ex-agente do MI6 é assassinado, Jane percebe que segredos de seu passado foram expostos e faz de tudo para rastrear o assassino. |           |                          |                   |                               |                         |                            |
| 44 | 22        | "Dies Irae"              | Tim Andrew        | Matt Bosack & Jan Nash        | 22 de maio de 2023      | 5.10                       |
| Quando uma figura que Jane encontrou durante seu tempo como oficial da CIA reaparece, ela e seus colegas procuram ajuda para prender um assassino que ameaça destruir tudo o que ela construiu, e recebem ajuda de Sam Hanna, do OSP de Los Angeles. |           |                          |                   |                               |                         |                            |

## Ratings
| Temporada | Temporada | Ep. 1 | Ep. 2 | Ep. 3 | Ep. 4 | Ep. 5 | Ep. 6 | Ep. 7 | Ep. 8 | Ep. 9 | Ep. 10 | Ep. 11 | Ep. 12 | Ep. 13 | Ep. 14 | Ep. 15 | Ep. 16 | Ep. 17 | Ep. 18 | Ep. 19 | Ep. 20 | Ep. 21 | Ep. 22 |
| --------- | --------- | ----- | ----- | ----- | ----- | ----- | ----- | ----- | ----- | ----- | ------ | ------ | ------ | ------ | ------ | ------ | ------ | ------ | ------ | ------ | ------ | ------ | ------ |
|           | 1         | 6.59  | 5.54  | 5.54  | 5.29  | 5.35  | 5.07  | 5.11  | 5.02  | 5.16  | 4.91   | 5.01   | 9.79   | 5.41   | 4.54   | 5.38   | 5.10   | 5.07   | 6.13   | 5.09   | 5.21   | 4.97   | 5.47   |
|           | 2         | 5.31  | 4.58  | 4.91  | 4.57  | 4.96  | 5.01  | 4.78  | 4.82  | 4.52  | 7.36   | 4.33   | 5.27   | 5.13   | 5.01   | 5.12   | 5.15   | 4.98   | 5.02   | 4.84   | 4.84   | 4.95   | 5.10   |
|           | 3         | 5.55  | 5.06  | 5.40  | 5.40  | 4.82  | 4.98  | 5.40  | ASD   | ASD   | ASD    | N/A    | N/A    | N/A    | N/A    | N/A    | N/A    | N/A    | N/A    | N/A    | N/A    | N/A    | N/A    |